# Яд
Яд — вещество, приводящее в определённых дозах, небольших относительно массы тела, к нарушению жизнедеятельности организма: к отравлению, заболеваниям, иным болезненным состояниям и к смертельным исходам.
Яды биологического происхождения называются токсинами.
Яды и их действие изучает токсикология. Яды биологического происхождения изучает токсинология (может рассматриваться как раздел токсикологии).
Большинство лекарств также являются ядами при передозировке. Отношение максимальной дозы лекарственного средства, не проявляющей токсичности, к дозе, дающей нужный эффект, называется терапевтическим индексом.

## Классификация ядов

### По их действию
- Гематические яды (Heamotoxis) — яды, затрагивающие кровь.
- Нейротоксичные яды (Neurotoxis) — яды, поражающие нервную систему и мозг.
- Миотоксичные яды (Myotoxis) — яды, повреждающие мышцы.
- Гемотоксины (Haemorrhaginistoxins) — токсины, повреждающие кровеносные сосуды и вызывающие кровотечение.
- Гемолитические токсины (Haemolysinstoxins) — токсины, повреждающие красные кровяные тельца (эритроциты).
- Нефротоксины (Nephrotoxins) — токсины, повреждающие почки.
- Кардиотоксины (Cardiotoxins) — токсины, повреждающие сердце.
- Некротоксины (Necrotoxins) — токсины, неспецифически разрушающие ткани.
- Протоплазматические яды — яды, действующие на уровне клеток.
- Другие токсины[1].

### По происхождению
- Природные, или токсины (также подразделяются на белковые (например, рицин) и небелковые (например, батрахотоксин))
  - Бактериотоксины, или бактериальные токсины (например, ботулотоксин (ботокс), тетанотоксин)
    - Экзотоксины — токсины, секретируемые живой бактериальной клеткой в окружающую среду в процессе жизнедеятельности (например, грамположительные бактерии)
    - Эндотоксины — токсины, выделяемые бактерией в окружающую среду при гибели (лизисе) бактериальной клетки

  - Микотоксины (например, афлатоксины, Т-2, мускарин)
  - Фитотоксины — яды растительного происхождения, как правило, алкалоидной природы (атропин, никотин и проч.)
  - Яды животных — членистоногих (пчёл, ос, пауков, скорпионов, сколопендр и пр.), амфибий (саламандр, жаб), моллюсков (осьминогов), змей, медуз и т. д.
  - Тетродотоксины — четырёхзубообразных (рыб иглобрюх, также в икре калифорнийского тритона, бычковых рыб, лягушек Ателопы)
  - Яды минерального происхождения (растворимые минералы мышьяка)
- Искусственные (синтетические)
  - Неорганические яды — например, неорганические соли, оксиды и галогениды мышьяка, ртути, свинца, кадмия, таллия, арсин, станнан, плюмбан, германы, большинство солей синильной кислоты и сама синильная кислота, азотистоводородная кислота и её соли, водорастворимые соли бария (например, хлорид бария, нитрат бария)
  - Органические яды — иприт, ртутьорганические соединения, кадмийорганические соединения, фосген, зоман, тетраэтилсвинец, ДДТ
- Радиоактивные изотопы, как естественные, так и образующиеся искусственно в ОЯТ или при получении на линейных ускорителях и циклотронах (например, искусственные плутоний-239, америций-241, цезий-137, кобальт-60, стронций-90, полоний-210 (последний особо радиотоксичен, один из самых сильных ядов из всех известных науке. Входит в ряд урана-238, однако для практического использования в технике получают искусственно), а также члены рядов урана-238 (в особенности радий-226, присутствующий в вековом равновесии в минералах урана), урана-235 и тория-232). Естественная и неустранимая радиоактивность калия, вызванная присутствием в нём естественного радиоактивного изотопа калия-40, не представляет опасности для жизни и здоровья. При попадании внутрь организма наибольшую опасность представляют альфа-излучатели[источник?], например плутоний-238, полоний-210 и радий-226, обладают в том числе мутагенным и, следовательно, выраженным канцерогенным действием, поскольку мутагенез, вызванный воздействием радиоактивных веществ, имеет случайный характер.
- Экотоксиканты — экотоксины, например диоксины[источник не указан 1351 день].

### По абсорбционной способности
- Вызывают местное раздражающее действие кожных покровов или слизистой оболочки и не проникают внутрь организма (концентрированные кислоты, едкие щёлочи).
- Абсорбционные яды — попадают в системный кровоток и вызывают общие токсические реакции[1].

### По степени опасности(ЛД50при введении в желудок)
- 1-й класс (чрезвычайно опасные) — ≤15 мг/кг.
- 2-й класс (высокоопасные) — ≤150 мг/кг.
- З й класс (опасные) — ≤5000 мг/кг.
- 4-й класс (незначительно опасные) — >5000 мг/кг.[2]

### Практическая классификация
- Промышленные яды — органические растворители, красители, топливо и т. д.
- Пестициды — инсектициды, акарициды и т. д.
- Лекарственные средства — морфин, атропин.
- Бытовые токсиканты — пищевые добавки, средства ухода.
- Биологические яды — яды грибов, бактерий, растений и животных.
- БОВ — зарин, фосген[1].

### По пути вывода яда из организма
- Метаболизируемые яды (например, этанол) перерабатываются организмом, поэтому в небольших дозах опасности не представляют (например, этанол в квасе или кефире).
- Не метаболизируемые (например, стрептомицин[3]) выводятся в неизменном виде, в большинстве случаев с мочой.
- Кумулятивные яды накапливаются в организме и не выводятся, например стронций-90 и радий ведут себя подобно кальцию — около 80 % поступившего в организм человека элемента накапливается в костной ткани. Кумулятивными ядами являются соединения кадмия, ртути и свинца[источник не указан 723 дня].

## Пути попадания ядов в организм
- Пероральный путь — поступление ядов в организм через рот является наиболее частой причиной отравлений. Он характерен для большинства бытовых и пищевых отравлений. При этом варианте отравления яды всасываются в организм во рту, например цианиды, никотин, фенол, нитроглицерин и др., либо в желудочно-кишечном тракте. Кислая среда желудка способствует всасыванию органических кислот (в частности, барбитуратов) и липидофильных веществ и в то же время препятствует всасыванию органических веществ основного характера (аминов, алкалоидов и др.). В тонкой кишке всасываются алкалоиды и липидорастворимые вещества.

- Ингаляционный путь — через верхние дыхательные пути в организм поступают ядовитые вещества, находящиеся в газообразном или аэрозольном состоянии (оксид углерода(II), формальдегид, сероводород), что часто наблюдается в плохо вентилируемых помещениях. Из-за большой поверхности бронхов и лёгочных альвеол эти вещества быстро попадают в кровь. Кроме того, твёрдые вещества в аэрозольном состоянии, оставшиеся в ротовой полости, вместе со слюной могут попасть и в желудок.

- Через кожу — через кожу в организм человека попадают жирорастворимые яды, в частности никотин, хлорированные углеводороды, соли ртути и таллия и др. Повреждение кожи в результате травм и ожогов облегчает проникновение через неё ядовитых веществ.

- Парентеральный путь (в результате инъекций).
- Через плаценту — некоторые яды способны проникать от матери к плоду через плаценту: этанол, соли тяжёлых металлов, некоторые хлорсодержащие вещества и др.[4]